# Olbia (Mar Negro)

Olbia y otras colonias griegas a lo largo de la costa norte del mar Negro en el a. C.

Olbia (griego antiguo, Óλβια, latín Olbia) fue una ciudad griega de Escitia, que Plinio el Viejo dice que fue llamada inicialmente Olbiópolis y Miletópolis. Estaba en la desembocadura del río Dniéper (llamado Borístenes en la Antigüedad) y del pueblo de los boristenitas. Algunos historiadores opinan que esta población de los boristenitas (llamada también Borístenes) era una parte del territorio de Olbia.

## Historia

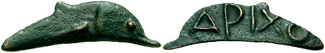
Moneda de Olbia en forma de delfín (siglos V-IV a. C.)

La ciudad estaba en la orilla derecha del río Hípanis (Hypanis, actual Bug) y sus ruinas están en Stomogil, cerca de llginskoje, a unos 20 km al sudoeste de Nicolaiev y 11 al norte de Lérici. Fue una colonia de Mileto en el estuario del río Bug, fundada en el 647 a. C., enfrente de la isla de Berezan, en la que exploradores milesios ya habían establecido una base avanzada. 
La colonia milesia se convirtió en una ciudad próspera, con construcción de murallas y torres albarranas a partir de inicios s. v a. C., al principio como centro comercial y puerto pesquero y, luego según fue creciendo el comercio de trigo, en la capital de una región agrícola cuyas abastecedores escitas podían estar perfectamente a 500 km de distancia.
Era un lugar pésimo para interceptar las dos principales corrientes migratorias de aguas poco profundas, la del hamsi y la del atún rojo. Pero se alzaba a orillas de un lago de agua dulce que formaba el río antes de llegar al mar, y aquellos primeros griegos confiaban en pescar fácilmente con red los peces fluviales: el esturión, el salmón, el sábalo y la perca. En el estuario del Dniéper había sal en abundancia para curarlos.
Su puerto fue uno de los principales emporia del mar Negro para la exportación de cereales, pescado y esclavos a Grecia, y para la importación de bienes del Ática a Escitia.
Martin Litchfield West especula que la primitiva religión de Grecia Antigua, especialmente los Misterios Órficos, estuvieron muy influenciados por las prácticas chamanísticas de Asia central. Un alto número de grafitis órficos encontrados en Olbia parecen atestiguar que la colonia fue el principal punto de contacto.
Durante el siglo V a. C., cuando la colonia fue visitada por Heródoto, acuñó monedas de bronce con delfines saltando.
Heródoto visitó las costas del mar Negro, no por curiosidad independiente, sino porque lo enviaron allí en el marco de una campaña orquestada por Pericles para convencer a Atenas de que debía ampliar su influencia marítima si quería asegurarse el suministro de comestibles. El objetivo era justificar los planes del estratego ateniense para enviar una expedición naval que pusiera las ciudades de las costas de Tracia y Escitia bajo la protección de Atenas, protegerlas de los ataques escitas y controlar el tráfico de trigo.
La expedición del mar Negro partió en 447 a. C. y las colonias griegas, incluida Olbia, formaron parte de la confederación de Delos. Pericles no impuso la democracia atenienses en estas ciudades, como había hecho antes en las ciudades estado del mar Egeo que habían caído en su radio de influencia. Olbia («próspera» en griego había tenido una especie de democracia, hasta que el empuje de los escitas preparó el camino para que un tal Pausane se proclamase tirano con características propias. Pericles, más con la diplomacia que por la fuerza, llegó a un acuerdo que garantizaba la independencia política de Olbia en calidad de tiranía autónoma, pero dejó que los escitas conservaran el control parcial de la economía: eran los escitas y no los griegos quienes organizaban el cultivo de cereal y el transporte de pieles y cuero, y quienes los bajaban a la ciudad por el río.
La democracia y la independencia plena no volvieron a Olbia hasta medio siglo más tarde, cuando Atenas y los escitas estaban en decadencia, e incluso entonces su política siguió siendo inestable. Los olbios eran una minoría privilegiada en medio de una población que podría haber llegado a 30.000 casas, y al final, dos ricas dinastías de transportistas, las familias de Herosón y Protógenes, lo controlaban todo en la práctica y cobraban impuestos que condenaron a muchos ciudadanos y comerciantes al endeudamiento y la pobreza.
En su momento culminante, hacia el siglo IV a. C., probablemente tenía 30 o 40.000 habitantes intramuros; pero es posible que hubiera otros tantos en la tierra extramuros de la polis.
Tras adoptar la constitución democrática, sus relaciones con Mileto fueron reguladas por un tratado, que permitió a ambos estados coordinar sus operaciones contra el general de Alejandro, Zopirión, en el siglo IV a. C. Al final del siglo III a. C., el pueblo declinado económicamente debiendo aceptar la ayuda del rey Esciluro de Escitia. Prosperó bajo Mitrídates VI Eupator, pero fue saqueada por los getas bajo el mando de Berebistas, una catástrofe que llevó la pujanza económica de Olbia a un final repentino.
La decadencia se produjo durante el siglo III a. C. La población escita estaba desestabilizándose a causa del creciente empuje de los sármatas, otro grupo indoario de vida nómada que avanzaba desde la estepa que hay entre el Volga y el Don, y el poder escita comenzó a descomponerse.
La ciudad fue atacada y el suministro de trigo se volvió irregular. Una inscripción datada hacia el 218 - 201 a. C. menciona a los gálatas y escirios como los peores enemigos de la ciudad. 
En el siglo II a. C., un grupo escita se apoderó de Olbia, probablemente con la esperanza de restaurar las exportaciones. Pero fue incapaz de impedir el desastre que se produjo en el año 63 a. C., cuando un ejército dacio-gético llegó del delta del Danubio, tomó Olbia y la destruyó. Su población quedó reducida a 2 o 3.000 habitantes durante décadas.
La ocupación romana, cien años después, revitalizó la ciudad que había perdido dos tercios de su área. La restauraron, aunque a pequeña escala y con una gran mezcla de población bárbara. Pero aunque se construyó mucho, nunca se recuperó del todo. Fue incorporada a la provincia de Mesia, y Antonio Pío ayudó a la ciudad contra los tauroescitas. 
Posteriormente fue quemada por lo menos dos veces en el transcurso de las llamadas guerras góticas (o escitas).
Volvió a ser arrasada por los godos en el 250, durante la Guerra Gótica, y luego definitivamente por los hunos hacia 370. El asentamiento fue abandonado a finales del siglo IV. 
Allí nacieron Posidonio, historiador y sofista, y Esfero, un estoico discípulo de Zenón de Citio.

## Restos y excavaciones arqueológicas

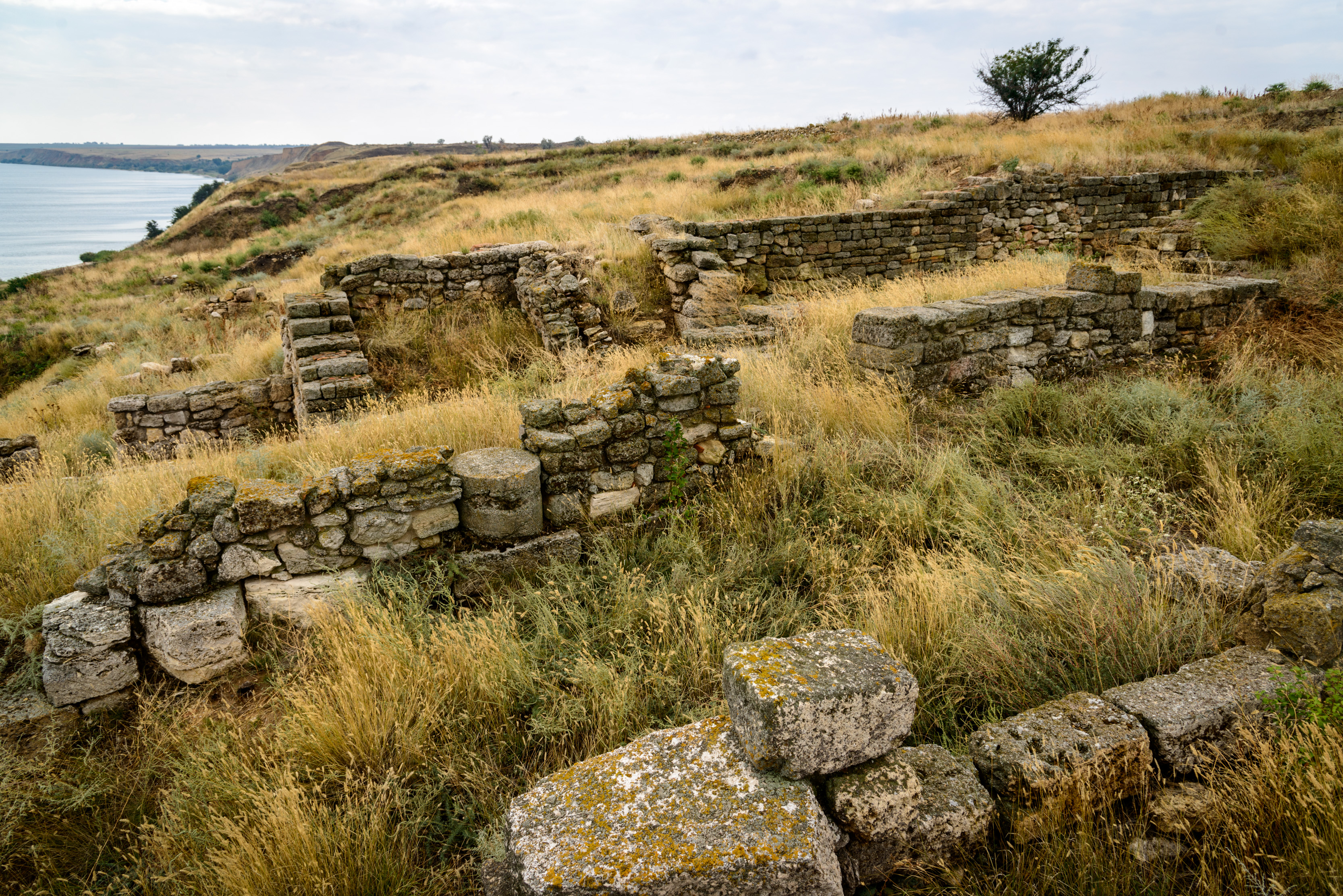
Restos de Olbia.

Quedan pocos restos arqueológicos en el sitio que ocupaba la antigua Olbia, a excepción de un par de grandes túmulos funerarios, el kurgan de Zeus y la tumba dedicada a Eurisia y Areté, dos oligarcas de los que no se sabe nada. Son montículos de tierra que cubren sendas cámaras funerarias majestuosas del siglo II y a las que se llega por túneles empedrados.
El ingeniero y general Suchtelev empezó a explorar las ruinas de Olbia en 1790, una época en que oficialmente estaban todavía en territorio otomano. En 1839, Mijaíl Voronstov, el más grande y más ambicioso gobernador general de Nueva Rusia, patrocinó la fundación de la Sociedad Histórica Imperial de Odesa, la primera sociedad arqueológica de Rusia, que se hizo cargo de las excavaciones de Olbia.

Fue este organismo el que produjo a los verdaderos padres de la arqueología científica rusa, el conde Alejo Uvarov y la condesa Uvarova, que dedicaron a Olbia buena parte de su vida. Uvarov, nacido en 1828, había fundado en Moscú la Sociedad Imperial Rusa de Arqueología, que se convirtió inmediatamente en una encarnizada rival de la otra Sociedad Imperial de Arqueología que se había fundado en la misma corte del zar, en San Petersburgo.
Al morir Uvarov, en 1884, su viuda la condesa ocupó la presidencia de la sociedad moscovita, que también ella había contribuido a fundar. Mantuvo encendida la llama de la rivalidad con San Petersburgo hasta la revolución de 1917, en que se fue del país, aunque el sitio de Olbia estaba ya por entonces en otras manos, no menos seguras.
El sitio de Olbia, declarado reserva arqueológica, está situado cerca del pueblo de Parutino en el distrito de Ochakov. Antes de 1902, el sitio fue poseído por los condes Musin-Pushkins, que no permitieron ninguna excavación en su propiedad. Boris Farmakovsky excavó Olbia sistemáticamente entre 1902 y 1914, y luego al acabar la Primera Guerra Mundial, de 1924 a 1928. 
Como el sitio nunca fue reocupado, los hallazgos arqueológicos (particularmente inscripciones y esculturas) demuestran que fue un ciudad rica. Hoy los arqueólogos tienen urgencia por explorar el sitio, ya que está siendo erosionado por el Mar Negro.

### Dión de Prusa en Olbia
Pero las pruebas de Olbia no son sólo materiales, el filósofo estoico Dión de Prusa ( o Crisóstomo) estuvo allí hacia el año 95, y fue una de las escasas ocasiones en que un observador griego o latino, tomó nota con detalle, de lo que vio y oyó. Basándose en aquella visita confeccionó un discurso filosófico titulado Boristénico que pronunció en la ciudad de Prusa (en la región de Bitinia, Asia Menor).

Dión llegó a Olbia en un mal momento. Tras destruirla los getas en 63 a. C., los griegos «habían dejado de llegar por barco mientras la ciudad estaba devastada, porque no encontraban gente de su lengua que los acogiera y porque los escitas o no consideraban importante o no sabían organizar su propio comercio a la manera griega». Con el tiempo, los escitas volvieron a las vacías calles pegadas al Bug e invitaron a los griegos a volver para reactivar el puerto. Dión llegó más de un siglo después y aún vio las huellas de la destrucción en la «mala calidad de las edificaciones» y en que «la ciudad quedara reducida a pequeño tamaño». Los ciudadanos se habían retirado al vértice del triángulo que formaba el recinto de la ciudad y habían delimitado otro triángulo menor con una fila de casas y una fortificación de escasa altura.

Las excavaciones han sacado a la luz todo esto, tal y como lo describe Dión el resto de la ciudad se había abandonado a su suerte, y algunas de las torres de la antigua muralla se alzaban en aquellos momentos a tanta distancia que en palabras de Dión, «no es posible imaginarse siquiera que formaron parte de aquella única ciudad».
Olbia no había perdido el contacto con el mundo grecorromano del otro lado del mar Negro, pero sus habitantes tenían la desagradable impresión de que la ciudad se había quedado sin el prestigio y sin la importancia del glorioso pasado.

Los comerciantes y extranjeros que se molestaban en entrar en los estuarios eran personajes de tercera categoría, comparados con sus antecesores. Quienes llegan aquí generalmente, dijo un ciudadano a Dión en son de queja, «son griegos de nombre, pero en realidad son más bárbaros que nosotros, comerciantes y traficantes que importan telas de mala calidad y mal vino, y se llevan productos en nada mejores. Parece como si el mismo Aquiles te hubiera enviado a nosotros desde su isla, por eso te vemos con todo agrado y con todo agrado escuchamos lo que nos digas».
Los olbios estaban decididos a impresionarle con su helenismo, pero la versión del helenismo a la que se aferraban era totalmente arcaica y anticuada. Además, a Dión le parecieron tan escitas como griegos. Los olbios solían llevar ropas escitas y el griego que hablaban era horrible.
Dión fue a dar un paseo hasta donde se juntan el Bug y el Dniéper. Al volver se encontró con un hermosos joven que se llamaba Calístrato, y entablaron conversación. Calístrato era una auténtica pieza de museo. Llevaba pantalones y manto bárbaros, pero al ver a Dión se bajó del caballo y se cubrió los brazos, para cumplir con la antigua norma griega que consideraba de mal gusto enseñar en público los brazos desnudos. Al igual que los demás olbios, resultó que se sabía los poemas de Homero de memoria, y que estaba muy orgulloso de ello, a pesar de que hablaba el griego pésimamente. Pero más admiró a Dión averiguar que era homosexual. Con dieciocho años, era ya famoso en la ciudad por su valentía en la batalla, por su interés en la filosofía, y tenía muchos enamorados. Dión no lo dijo para proporcionar datos sobre orientación sexual, sino para señalar la pervivencia de un asombroso resto de una época ya pasada. Allí, en tiempos del imperio romano, aún se conservaba la antigua veneración griega por el amor homosexual como suprema experiencia intelectual y espiritual. Los olbios pensaban que la homosexualidad seguía estando de moda en el mundo del otro lado del mar. Dión, conmovido y divertido, pensó que «corren el riesgo de arrastrar incluso a algunos bárbaros» a esta concepción del amor, «y no con este fin, sino del modo como adoptarían ellos tales prácticas, de forma bárbara y no sin insolencia».
Por entonces ya había un pequeño grupo de ciudadanos alrededor de Dión y Calístrato. Dión dijo que hablarían con más tranquilidad si volvían al recinto amurallado. Entraron y se sentaron a hablar delante del pórtico del templo de Zeus. Todavía es identificable este lugar. El espacio que hay entre los cimientos del templo de Zeus y el muro posterior de la stoa tiene cabida para varias docenas de personas agrupadas alrededor de un orador. Este antiguo casco urbano, que rodea el ágora, quedaba fuera de la muralla provisional que se había levantado alrededor de las zonas habitadas que quedaban, y los templos debían estar ya medio en ruinas cuando los vio Dión. Recordaba que en Olbia «ninguna de las estatuas que había en los templos ha permanecido intacta, sino que todas han sufrido daños».

### Trazado
El sitio triangular de la colonia griega cubre un área de cincuenta hectáreas. La ciudad baja (actualmente sumergida por el Bug) fue ocupada principalmente por los astilleros y las casas de los artesanos. La ciudad alta era el principal barrio residencial, compuesto de los bloques cuadrados y centrada en el ágora con templos dispersos por la zona. La ciudad fue rodeada por un muro de piedra con torres.

### Monedas de Olbia
El Museo de Numismática de Odesa y el Hermitage ruso tienen una colección rica de monedas griegas antiguas de Olbia:

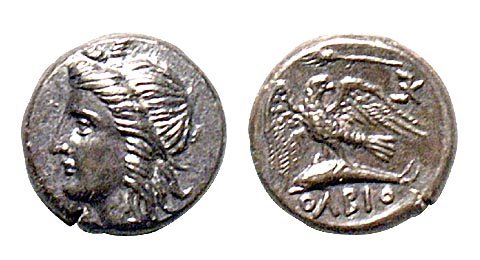
Olbia. IV siglo aC

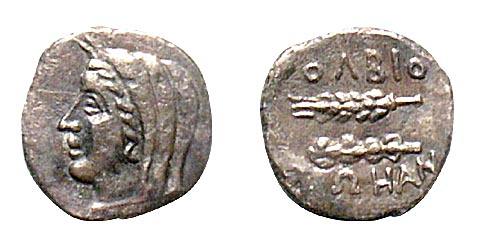
Olbia. III siglo aC

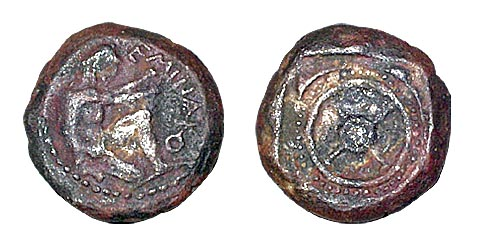
Olbia.

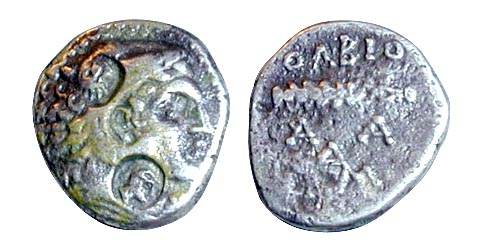
Olbia. siglo II a. C.

Olbia tuvo su propia moneda ya en el siglo VI. A diferencia de otras ciudades griegas - los olbiopolitas fabricaron monedas locales no acuñando, sino que se vertieron en formas especiales de matriz en forma de flechas, delfines y peces. Usaron latón barato en vez de plata. Las monedas de Olbia son bastante grandes. En el anverso está la cabeza de Atenea con un casco (o Medusa-Gorgona). El reverso estaba decorado con un águila y un delfín. 
Junto con las monedas, hubo una demanda del dinero local, llamado «un pez». Los «peces» fueron fabricados de bronce y sirvieron como una moneda pequeña. En algunos "peces" incluso acuñaron los nombres de los funcionarios locales, durante la administración de cuales produjeron este dinero.

## Lecturas complementarias
- Krapivina, Valentina; Diatroptov, Pavel. "An Inscription of Mithradates VI Eupator's Governor from Olbia", Ancient Civilizations from Scythia to Siberia, Vol. 11, Issue 3/4. (2005), pp. 167–180.